# 1764 en droit
Cet article présente les faits marquants de l'année 1764 en droit.

## Événements
- 8 mars (26 février du calendrier julien) un manifeste proclame la confiscation complète et définitive des biens ecclésiastiques[1]. Sécularisation du clergé, confiscation des biens des couvents (900 000 serfs d’église deviennent paysans d’État, de nombreux monastères sont fermés). Ils serviront à faire des dons de terres aux favoris de l’impératrice.

- 12 mars[2] : le Règlement général pour l’éducation des enfants des deux sexes, inspiré de Rousseau et rédigé par Ivan Betskoï, est approuvé par Catherine II de Russie[3] (jamais appliqué). Betski est chargé d’établir un plan d’institutions pédagogiques. Il fait appel à des professeurs étrangers.

- 5 avril : Sugar Act (taxation du sucre par les Britanniques[4]).

- 19 avril : Currency Act interdisant aux Treize colonies d'émettre quelque monnaie que ce soit, en particulier de billets de banque[5]. Il prend effet le 1er septembre[6].

- 6 juin : abolition du Conseil des Quatre Pays, organe de gouvernement des différentes communautés juives de Pologne et du Conseil de Lituanie. Les Juifs payent désormais leurs impôts directement à l’État[7].

- 25 octobre : à Parme, toute nouvelle mainmorte est interdite[8].

## Naissances
- 23 novembre : Gustav von Hugo, juriste et historien allemand du droit († 15 septembre 1844).